# أطرف مقاطع فيديو في أمريكا: نسخة الحيوانات
أطرف مقاطع فيديو في أمريكا: نسخة الحيوانات (بالإنجليزية: America's Funniest Home Videos: Animal Edition أو America's Funniest Videos: Animal Edition أو باختصار AFV: Animal Edition) هو برنامج تلفزيوني أمريكي تم بثه لأول مرة على قناة ناشيونال جيوغرافيك وايلد في 11 يونيو 2021. تم دبلجته بالعربية على قناة ناشيونال جيوغرافيك أبو ظبي ضمن "البرية الجامحة". يعتمد على برنامج المنوعات الياباني فان تي في مع كاتو شان وكن شان وهو أحد مقاطع الفيديو المشتقة من سلسلة أمريكاز فانيست هوم فيديوز. يعرض البرنامج مقاطع فيديو مضحكة ورائعة لحيوانات منزلية الصنع، يقدمها المشاهدون، من الحيوانات الأليفة إلى الحياة البرية وما بينهما. يقدم البرنامج ألفونسو ريبيرو، وهو أيضًا مقدم البرنامج الرئيسي.

## وصلات خارجية
- أطرف مقاطع فيديو في أمريكا: نسخة الحيوانات على موقع IMDb (الإنجليزية)
- أطرف مقاطع فيديو في أمريكا: نسخة الحيوانات على موقع قاعدة بيانات الفيلم (الإنجليزية)